# Martin Kotůlek
Martin Kotůlek est un entraîneur et ancien footballeur international tchèque né le 11 septembre 1969 à Olomouc. Il évoluait au poste de défenseur.

## Biographie
Il reçoit sa seule sélection en équipe de Tchécoslovaquie en 1991 contre le Brésil dans le cadre d'un match amical.
International tchèque, il reçoit 7 sélections en équipe de République tchèque de 1994 à 1998. Il fait partie du groupe tchèque finaliste de l'Euro 1996, jouant un match contre la France. 

## Carrière
- 1986-1989 :  Sigma Olomouc
- 1989-1990 :  Dukla Banská Bystrica
- 1990-2000 :  Sigma Olomouc
- 2000-2004 :  FC Brno
- 2004-2005 :  SFC Opava
- 2005-2008 :  HFK Olomouc

## Palmarès

### En sélection
- Finaliste de l'Euro 1996 avec la République tchèque